# Szwecja na Zimowych Igrzyskach Olimpijskich 2018
Szwecja na Zimowych Igrzyskach Olimpijskich 2018 – kadra sportowców ze Szwecji, którzy występowali na XXIII Zimowych Igrzyskach Olimpijskich w 2018 roku w Pjongczangu. Licząc 118 zawodników, była jedną z największych reprezentacji.
Pierwszy medal dla reprezentacji – złoty – zdobyła 10 lutego biegaczka Charlotte Kalla w biegu łączonym kobiet. W następnych dniach miejsca na podiach zajęli: 12 lutego dwudziestoletni biatlonista Sebastian Samuelsson, a dzień później sprint techniką klasyczną wygrała dwudziestoczteroletnia biegaczka Stina Nilsson.
15 lutego sensację sprawiła kolejna biatlonistka – dwudziestodwuletnia Hanna Öberg zdobyła złoto w biegu indywidualnym kobiet na 15 km.

## Sportowcy
Liczba sportowców startujących w poszczególnych dyscyplinach:
| Dyscyplina            | Mężczyźni | Kobiety | Razem |
| --------------------- | --------- | ------- | ----- |
| Biathlon              | 5         | 5       | 10    |
| Biegi narciarskie     | 10        | 10      | 20    |
| Curling               | 5         | 5       | 10    |
| Hokej na lodzie       | 25        | 23      | 48    |
| Łyżwiarstwo figurowe  | 0         | 1       | 1     |
| Łyżwiarstwo szybkie   | 1         | 0       | 1     |
| Narciarstwo alpejskie | 5         | 7       | 12    |
| Narciarstwo dowolne   | 10        | 4       | 14    |
| Snowboarding          | 2         | 0       | 2     |
| Razem                 | 63        | 55      | 118   |

## Medale
| Medale według dni | Medale według dni | Medale według dni | Medale według dni | Medale według dni | Medale według dni | Medale według dni |
| ----------------- | ----------------- | ----------------- | ----------------- | ----------------- | ----------------- | ----------------- |
| Dzień             | Data              | złoto             | srebro            | brąz              | Razem             |                   |
| Dzień 1           | 10.02             | 1                 | 0                 | 0                 | 1                 |                   |
| Dzień 2           | 11.02             | 0                 | 0                 | 0                 | 0                 |                   |
| Dzień 3           | 12.02             | 0                 | 1                 | 0                 | 1                 |                   |
| Dzień 4           | 13.02             | 1                 | 0                 | 0                 | 1                 |                   |
| Dzień 5           | 14.02             | 0                 | 0                 | 0                 | 0                 |                   |
| Dzień 6           | 15.02             | 1                 | 1                 | 0                 | 2                 |                   |
| Dzień 7           | 16.02             | 1                 | 0                 | 0                 | 1                 |                   |
| Dzień 8           | 17.02             | 0                 | 1                 | 0                 | 1                 |                   |
| Dzień 9           | 18.02             | 0                 | 0                 | 0                 | 0                 |                   |
| Dzień 10          | 19.02             | 0                 | 0                 | 0                 | 0                 |                   |
| Dzień 11          | 20.02             | 0                 | 0                 | 0                 | 0                 |                   |
| Dzień 12          | 21.02             | 0                 | 1                 | 0                 | 1                 |                   |
| Dzień 13          | 22.02             | 1                 | 1                 | 0                 | 2                 |                   |
| Dzień 14          | 23.02             | 1                 | 0                 | 0                 | 1                 |                   |
| Dzień 15          | 24.02             | 0                 | 1                 | 0                 | 1                 |                   |
| Dzień 16          | 25.02             | 1                 | 0                 | 1                 | 2                 |                   |

| Medal  | Zawodnik                                                                                         | Dyscyplina            | Konkurencja              | Data      |
| ------ | ------------------------------------------------------------------------------------------------ | --------------------- | ------------------------ | --------- |
| Złoto  | Charlotte Kalla                                                                                  | Biegi narciarskie     | Bieg łączony kobiet      | 10 lutego |
| Złoto  | Stina Nilsson                                                                                    | Biegi narciarskie     | Sprint kobiet            | 13 lutego |
| Złoto  | Hanna Öberg                                                                                      | Biathlon              | Bieg indywidualny kobiet | 15 lutego |
| Złoto  | Frida Hansdotter                                                                                 | Narciarstwo alpejskie | Slalom kobiet            | 16 lutego |
| Złoto  | André Myhrer                                                                                     | Narciarstwo alpejskie | slalom mężczyzn          | 22 lutego |
| Złoto  | Peppe Femling Jesper Nelin Sebastian Samuelsson Fredrik Lindström                                | Biathlon              | sztafeta mężczyzn        | 23 lutego |
| Złoto  | Anna Hasselborg Sara McManus Agnes Knochenhauer Sofia Mabergs Jennie Waahlin trener Maria Prytz  | Curling               | turniej kobiet           | 25 lutego |
| Srebro | Sebastian Samuelsson                                                                             | Biathlon              | Bieg pościgowy mężczyzn  | 12 lutego |
| Srebro | Charlotte Kalla                                                                                  | Biegi narciarskie     | Bieg indywidualny kobiet | 15 lutego |
| Srebro | Anna Haag Charlotte Kalla Ebba Andersson Stina Nilsson                                           | Biegi narciarskie     | Sztafeta kobieca         | 17 lutego |
| Srebro | Charlotte Kalla Stina Nilsson                                                                    | Biegi narciarskie     | sprint drużynowy kobiet  | 21 lutego |
| Srebro | Linn Persson Mona Brorsson Anna Magnusson Hanna Öberg                                            | Biathlon              | sztafeta kobiet          | 22 lutego |
| Srebro | Niklas Edin Oskar Eriksson Rasmus Wranå Christoffer Sundgren Henrik Leek trener Fredrik Lindberg | Curling               | turniej mężczyzn         | 24 lutego |
| Brąz   | Stina Nilsson                                                                                    | Biegi narciarskie     | bieg masowy kobiet       | 25 lutego |

## Skład kadry

### Biathlon
| Zawodnik                                                          | Konkurencja                  | czas biegu | Kary | Pozycja | Źródło |
| ----------------------------------------------------------------- | ---------------------------- | ---------- | ---- | ------- | ------ |
| Sebastian Samuelsson                                              | Sprint (m)                   | 24:12,6    | 2    | 14.     | [ 5 ]  |
| Jesper Nelin                                                      | Sprint (m)                   | 24:46,8    | 3    | 30.     | [ 5 ]  |
| Fredrik Lindström                                                 | Sprint (m)                   | 25:14,1    | 3    | 39.     | [ 5 ]  |
| Peppe Femling                                                     | Sprint (m)                   | 24:52,2    | 2    | 32.     | [ 5 ]  |
| Sebastian Samuelsson                                              | Bieg pościgowy (m}           | 33:03,7    | 1    | srebro  | [ 6 ]  |
| Jesper Nelin                                                      | Bieg pościgowy (m}           | 35:15,5    | 4    | 18.     | [ 6 ]  |
| Fredrik Lindström                                                 | Bieg pościgowy (m}           | 36:41,5    | 5    | 29.     | [ 6 ]  |
| Peppe Femling                                                     | Bieg pościgowy (m}           | 37:45,8    | 5    | 42.     | [ 6 ]  |
| Sebastian Samuelsson                                              | Bieg indywidualny (m)        | 48:32,9    | 1    | 4.      | [ 7 ]  |
| Fredrik Lindström                                                 | Bieg indywidualny (m)        | 49:25,9    | 1    | 8.      | [ 7 ]  |
| Jesper Nelin                                                      | Bieg indywidualny (m)        | 50:37,1    | 3    | 24.     | [ 7 ]  |
| Martin Ponsiluoma                                                 | Bieg indywidualny (m)        | 51:56,6    | 2    | 38.     | [ 7 ]  |
| Jesper Nelin                                                      | bieg ze startu wspólnego (m) | 36:21,9    | 2    | 9.      | [ 8 ]  |
| Fredrik Lindström                                                 | bieg ze startu wspólnego (m) | 37:02,6    | 3    | 15.     | [ 8 ]  |
| Sebastian Samuelsson                                              | bieg ze startu wspólnego (m) | 37:58,8    | 4    | 23.     | [ 8 ]  |
| Peppe Femling Jesper Nelin Sebastian Samuelsson Fredrik Lindström | Sztafeta 4 × 7,5 km (m)      | 1:15:16,5  | 0    | złoto   | [ 9 ]  |
| Hanna Öberg                                                       | Sprint (k)                   | 21:47,0    | 1    | 7.      | [ 10 ] |
| Mona Brorsson                                                     | Sprint (k)                   | 22:42,2    | 2    | 27.     | [ 10 ] |
| Elisabeth Högberg                                                 | Sprint (k)                   | 23:05,9    | 1    | 35.     | [ 10 ] |
| Linn Persson                                                      | Sprint (k)                   | 23:11,5    | 3    | 37.     | [ 10 ] |
| Hanna Öberg                                                       | Bieg pościgowy (k)           | 31:44,2    | 3    | 5.      | [ 11 ] |
| Mona Brorsson                                                     | Bieg pościgowy (k)           | 32:29,8    | 1    | 10.     | [ 11 ] |
| Linn Persson                                                      | Bieg pościgowy (k)           | 33:21,7    | 3    | 21.     | [ 11 ] |
| Elisabeth Högberg                                                 | Bieg pościgowy (k)           | 33:45,1    | 2    | 29.     | [ 11 ] |
| Hanna Öberg                                                       | Bieg indywidualny (k)        | 41:07,2    | 0    | złoto   | [ 12 ] |
| Linn Persson                                                      | Bieg indywidualny (k)        | 43:41,5    | 1    | 11.     | [ 12 ] |
| Mona Brorsson                                                     | Bieg indywidualny (k)        | 44:13,8    | 2    | 14.     | [ 12 ] |
| Anna Magnusson                                                    | Bieg indywidualny (k)        | 45:27,2    | 2    | 37.     | [ 12 ] |
| Hanna Öberg                                                       | bieg masowy (k)              | 36:09,5    | 1    | 5.      | [ 13 ] |
| Mona Brorsson                                                     | bieg masowy (k)              | 36:55,3    | 1    | 13.     | [ 13 ] |
| Linn Persson                                                      | bieg masowy (k)              | 37:54,5    | 2    | 22.     | [ 13 ] |
| Linn Persson Mona Brorsson Anna Magnusson Hanna Öberg             | Sztafeta 4 × 6 km (k)        | 1:12:14,1  | 0    | srebro  | [ 14 ] |
| Mona Brorsson Hanna Öberg Jesper Nelin Fredrik Lindström          | sztafeta mieszana            | 1:11:07,5  | 2    | 11.     | [ 15 ] |

### Biegi narciarskie
Mężczyźni
| Zawodnik                                                        | Konkurencja        | Eliminacje | Eliminacje | Ćwierćfinał | Ćwierćfinał | Półfinał | Półfinał | Finał     | Finał   | Źródło |
| Zawodnik                                                        | Konkurencja        | czas       | Pozycja    | czas        | Pozycja     | czas     | Pozycja  | czas      | Pozycja | Źródło |
| --------------------------------------------------------------- | ------------------ | ---------- | ---------- | ----------- | ----------- | -------- | -------- | --------- | ------- | ------ |
| Marcus Hellner                                                  | Bieg na 15 km      | N/A        | N/A        | N/A         | N/A         | N/A      | N/A      | 34:22,6   | 8.      | [ 16 ] |
| Calle Halfvarsson                                               | Bieg na 15 km      | N/A        | N/A        | N/A         | N/A         | N/A      | N/A      | 34:44,5   | 9.      | [ 16 ] |
| Daniel Richardsson                                              | Bieg na 15 km      | N/A        | N/A        | N/A         | N/A         | N/A      | N/A      | 34:55,1   | 11.     | [ 16 ] |
| Jens Burman                                                     | Bieg na 15 km      | N/A        | N/A        | N/A         | N/A         | N/A      | N/A      | 35:15,7   | 19.     | [ 16 ] |
| Marcus Hellner                                                  | Bieg na 30 km      | N/A        | N/A        | N/A         | N/A         | N/A      | N/A      | 1:17:04,8 | 12.     | [ 17 ] |
| Daniel Richardsson                                              | Bieg na 30 km      | N/A        | N/A        | N/A         | N/A         | N/A      | N/A      | 1:17:12,1 | 14.     | [ 17 ] |
| Jens Burman                                                     | Bieg na 30 km      | N/A        | N/A        | N/A         | N/A         | N/A      | N/A      | 1:17:23,9 | 17.     | [ 17 ] |
| Calle Halfvarsson                                               | Bieg na 30 km      | N/A        | N/A        | N/A         | N/A         | N/A      | N/A      | DNF       | DNF     | [ 17 ] |
| Daniel Richardsson                                              | Bieg na 50 km      | N/A        | N/A        | N/A         | N/A         | N/A      | N/A      | 2:12:12,5 | 7.      | [ 18 ] |
| Jens Burman                                                     | Bieg na 50 km      | N/A        | N/A        | N/A         | N/A         | N/A      | N/A      | 2:18:34,5 | 28.     | [ 18 ] |
| Viktor Thorn                                                    | Bieg na 50 km      | N/A        | N/A        | N/A         | N/A         | N/A      | N/A      | 2:21:53,8 | 40.     | [ 18 ] |
| Calle Halfvarsson                                               | Bieg na 50 km      | N/A        | N/A        | N/A         | N/A         | N/A      | N/A      | DNF       | DNF     | [ 18 ] |
| Teodor Peterson                                                 | Sprint             | 3:11,55    | 5.         | 3:12,23     | 2.          | 3:11,02  | 5.       | NQ        | NQ      | [ 19 ] |
| Oskar Svensson                                                  | Sprint             | 3:12,02    | 7.         | 3:08,77     | 1.          | 3:10,61  | 2.       | 3:13,48   | 5.      | [ 19 ] |
| Viktor Thorn                                                    | Sprint             | 3:12,19    | 8.         | 3:17,33     | 6.          | NQ       | NQ       | NQ        | NQ      | [ 19 ] |
| Calle Halfvarsson                                               | Sprint             | 3:13,27    | 10.        | 3:11,95     | 3.          | NQ       | NQ       | NQ        | NQ      | [ 19 ] |
| Marcus Hellner Calle Halfvarsson                                | Sprint drużynowy   | N/A        | N/A        | N/A         | N/A         | 15:58,99 | 2.       | 15:59,33  | 4.      | [ 20 ] |
| Jens Burman Daniel Richardsson Marcus Hellner Calle Halfvarsson | Sztafeta 4 × 10 km | N/A        | N/A        | N/A         | N/A         | N/A      | N/A      | 1:35:10,5 | 5.      | [ 21 ] |

Kobiety
| Zawodnik                                               | Konkurencja       | Eliminacje | Eliminacje | Ćwierćfinał | Ćwierćfinał | Półfinał | Półfinał | Finał     | Finał   | Źródło        |
| Zawodnik                                               | Konkurencja       | czas       | Pozycja    | czas        | Pozycja     | czas     | Pozycja  | czas      | Pozycja | Źródło        |
| ------------------------------------------------------ | ----------------- | ---------- | ---------- | ----------- | ----------- | -------- | -------- | --------- | ------- | ------------- |
| Charlotte Kalla                                        | Bieg na 10 km     | N/A        | N/A        | N/A         | N/A         | N/A      | N/A      | 25:20,8   | srebro  | [ 22 ]        |
| Ebba Andersson                                         | Bieg na 10 km     | N/A        | N/A        | N/A         | N/A         | N/A      | N/A      | 26:32,9   | 13.     | [ 22 ]        |
| Hanna Falk                                             | Bieg na 10 km     | N/A        | N/A        | N/A         | N/A         | N/A      | N/A      | 27:08,5   | 21.     | [ 22 ]        |
| Ida Ingemarsdotter                                     | Bieg na 10 km     | N/A        | N/A        | N/A         | N/A         | N/A      | N/A      | 27:42,6   | 34.     | [ 22 ]        |
| Charlotte Kalla                                        | Bieg na 15 km     | N/A        | N/A        | N/A         | N/A         | N/A      | N/A      | 40:44,9   | złoto   | [ 23 ]        |
| Ebba Andersson                                         | Bieg na 15 km     | N/A        | N/A        | N/A         | N/A         | N/A      | N/A      | 40:55,8   | 4.      | [ 23 ]        |
| Stina Nilsson                                          | Bieg na 15 km     | N/A        | N/A        | N/A         | N/A         | N/A      | N/A      | 41:33,8   | 10.     | [ 23 ]        |
| Anna Haag                                              | Bieg na 15 km     | N/A        | N/A        | N/A         | N/A         | N/A      | N/A      | 44:01,8   | 32.     | [ 23 ]        |
| Stina Nilsson                                          | Bieg na 30 km     | N/A        | N/A        | N/A         | N/A         | N/A      | N/A      | 1:24:16,5 | brąz    | [ 24 ]        |
| Charlotte Kalla                                        | Bieg na 30 km     | N/A        | N/A        | N/A         | N/A         | N/A      | N/A      | 1:25:14,8 | 5.      | [ 24 ]        |
| Ebba Andersson                                         | Bieg na 30 km     | N/A        | N/A        | N/A         | N/A         | N/A      | N/A      | 1:27:14,8 | 13.     | [ 24 ]        |
| Anna Haag                                              | Bieg na 30 km     | N/A        | N/A        | N/A         | N/A         | N/A      | N/A      | 1:34:31,0 | 29.     | [ 24 ]        |
| Stina Nilsson                                          | Sprint            | 3:08,74    | 1.         | 3:10,90     | 1.          | 3:10,52  | 1.       | 3:03,84   | złoto   | [ 25 ] [ 26 ] |
| Hanna Falk                                             | Sprint            | 3:12,54    | 4.         | 3:11,08     | 1.          | 3:11,14  | 3.       | 3:15,00   | 5.      | [ 25 ] [ 26 ] |
| Ida Ingemarsdotter                                     | Sprint            | 3:16,06    | 8.         | 3:14,58     | 3.          | NQ       | NQ       | NQ        | NQ      | [ 25 ] [ 26 ] |
| Anna Dyvik                                             | Sprint            | 3:17,99    | 14.        | 3:13,09     | 3.          | 3:15,77  | 6.       | NQ        | NQ      | [ 25 ] [ 26 ] |
| Charlotte Kalla Stina Nilsson                          | Sprint drużynowy  | N/A        | N/A        | N/A         | N/A         | 16:23,28 | 2.       | 15:56,66  | srebro  | [ 27 ]        |
| Anna Haag Charlotte Kalla Ebba Andersson Stina Nilsson | Sztafeta 4 × 5 km | N/A        | N/A        | N/A         | N/A         | N/A      | N/A      | 51:26,3   | srebro  | [ 28 ]        |

### Curling
| Drużyna                                                                     | Konkurencja      | Faza grupowa     | Faza grupowa     | Faza grupowa             | Faza grupowa          | Faza grupowa          | Faza grupowa           | Faza grupowa      | Faza grupowa     | Faza grupowa            | Faza grupowa | Tie-breaker      | Półfinały              | Finał/3.miejsce          | Pozycja | Źródło |
| Drużyna                                                                     | Konkurencja      | Przeciwnik Wynik | Przeciwnik Wynik | Przeciwnik Wynik         | Przeciwnik Wynik      | Przeciwnik Wynik      | Przeciwnik Wynik       | Przeciwnik Wynik  | Przeciwnik Wynik | Przeciwnik Wynik        | Pozycja      | Przeciwnik Wynik | Przeciwnik Wynik       | Przeciwnik Wynik         | Pozycja | Źródło |
| --------------------------------------------------------------------------- | ---------------- | ---------------- | ---------------- | ------------------------ | --------------------- | --------------------- | ---------------------- | ----------------- | ---------------- | ----------------------- | ------------ | ---------------- | ---------------------- | ------------------------ | ------- | ------ |
| Anna Hasselborg Sara McManus Agnes Knochenhauer Sofia Mabergs Jennie Wåhlin | Turniej kobiet   | Dania · 9:3      | Kanada · 7:6     | Sportowcy z Rosji 5:4    | Szwajcaria · 8:7      | Wielka Brytania · 8:6 | Korea Południowa · 6:7 | Japonia · 4:5     | Chiny · 8:4      | Stany Zjednoczone · 9:6 | 2.           | N/A              | Wielka Brytania · 10:5 | Korea Południowa · 8:3   | złoto   | [ 29 ] |
| Niklas Edin Oskar Eriksson Rasmus Wranå Christoffer Sundgren Henrik Leek    | turniej mężczyzn | Dania · 9:5      | Norwegia · 7:2   | Stany Zjednoczone · 10:4 | Wielka Brytania · 8:6 | Kanada · 5:2          | Japonia · 11:4         | Szwajcaria · 3:10 | Włochy · 7:3     | Norwegia · 2:7          | 1.           | N/A              | Szwajcaria · 9:3       | Stany Zjednoczone · 7:10 | srebro  | [ 29 ] |

### Hokej na lodzie
Reprezentacja mężczyzn
| - Jhonas Enroth - Viktor Fasth - Magnus Hellberg - Jonas Ahnelöv - Simon Bertilsson - Rasmus Dahlin - Johan Fransson - Erik Gustafsson - Patrik Hersley - Staffan Kronwall - Mikael Wikstrand - Dick Axelsson - Alexander Bergström |  | - Dennis Everberg - Carl Klingberg - Anton Lander - Pär Lindholm - Joakim Lindström - Joel Lundqvist - Oscar Möller - John Norman - Linus Omark - Fredrik Pettersson - Viktor Stålberg - Patrik Zackrisson |

| Drużyna | Konkurencja | Faza grupowa     | Faza grupowa     | Faza grupowa     | Faza grupowa | Runda kwalifikacyjna | Ćwierćfinały     | Półfinały        | Finał            | Pozycja | Źródło |
| Drużyna | Konkurencja | Przeciwnik Wynik | Przeciwnik Wynik | Przeciwnik Wynik | Pozycja      | Przeciwnik Wynik     | Przeciwnik Wynik | Przeciwnik Wynik | Przeciwnik Wynik | Pozycja | Źródło |
| ------- | ----------- | ---------------- | ---------------- | ---------------- | ------------ | -------------------- | ---------------- | ---------------- | ---------------- | ------- | ------ |
| Szwecja | mężczyźni   | Norwegia 4:0     | Niemcy 1:0       | Finlandia 3:1    | 2.           | N/A                  | Niemcy 3:4       | NQ               | NQ               | NQ      | [ 30 ] |

Reprezentacja kobiet
| - Sara Grahn - Minatsu Murase - Sarah Berglind - Emmy Alasalmi - Johanna Fällman - Johanna Olofsson - Annie Svedin - Emilia Ramboldt - Maja Nylén Persson - Elin Lundberg - Sabina Küller - Sara Hjalmarsson |  | - Lisa Johansson - Pernilla Winberg - Anna Borgqvist - Maria Lindh - Fanny Rask - Erica Udén Johansson - Rebecca Stenberg - Erika Grahm - Hanna Olsson - Emma Nordin - Olivia Carlsson |

| Drużyna | Konkurencja | Faza grupowa     | Faza grupowa     | Faza grupowa     | Faza grupowa | Ćwierćfinał      | Mecze o miejsca 5-8 | Mecze o miejsca 5-8 | Pozycja | Źródło |
| Drużyna | Konkurencja | Przeciwnik Wynik | Przeciwnik Wynik | Przeciwnik Wynik | Pozycja      | Przeciwnik Wynik | Przeciwnik Wynik    | Przeciwnik Wynik    | Pozycja | Źródło |
| ------- | ----------- | ---------------- | ---------------- | ---------------- | ------------ | ---------------- | ------------------- | ------------------- | ------- | ------ |
| Kanada  | kobiety     | Japonia 2:1      | Korea 8:0        | Szwajcaria 1:2   | 1.           | Finlandia 2:7    | Japonia 1:2         | Korea 6:1           | 7.      | [ 30 ] |

### Łyżwiarstwo figurowe
| Zawodnik      | Konkurencja | Program krótki | Program krótki | Program dowolny | Program dowolny | Łączna nota | Pozycja | Źródło |
| Zawodnik      | Konkurencja | Nota           | Pozycja        | Nota            | Pozycja         | Łączna nota | Pozycja | Źródło |
| ------------- | ----------- | -------------- | -------------- | --------------- | --------------- | ----------- | ------- | ------ |
| Anita Östlund | solistki    | 49,14          | 28.            | NQ              | NQ              | 49,14       | 28.     | [ 31 ] |

### Łyżwiarstwo szybkie
| Zawodnik          | Konkurencja     | Czas    | Miejsce | Źródło |
| ----------------- | --------------- | ------- | ------- | ------ |
| Nils van der Poel | 5000 m mężczyzn | 6:19,06 | 14.     | [ 32 ] |

### Narciarstwo alpejskie
| Zawodnik            | Konkurencja       | 1 przejazd | 1 przejazd | 2 przejazd | 2 przejazd | Łącznie | Łącznie | Źródło |
| Zawodnik            | Konkurencja       | Czas       | Pozycja    | Czas       | Pozycja    | Czas    | Pozycja | Źródło |
| ------------------- | ----------------- | ---------- | ---------- | ---------- | ---------- | ------- | ------- | ------ |
| Matts Olsson        | slalom gigant (m) | 1:09,31    | 7.         | 1:11,39    | 27.        | 2:20,70 | 10.     | [ 33 ] |
| André Myhrer        | slalom gigant (m) | 1:09,60    | 11.        | 1:12,09    | 28.        | 2:21,69 | 23.     | [ 33 ] |
| Kristoffer Jakobsen | slalom gigant (m) | 1:12,02    | 32.        | DNS        | DNS        | DNS     | DNS     | [ 33 ] |
| André Myhrer        | slalom (m)        | 47,93      | 2.         | 51,06      | 8.         | 1:38,99 | złoto   | [ 34 ] |
| Kristoffer Jakobsen | slalom (m)        | 48,74      | 10.        | 51,20      | 12.        | 1:39,94 | 7.      | [ 34 ] |
| Mattias Hargin      | slalom (m)        | 49,71      | 20.        | 51,51      | 18.        | 1:41,22 | 19.     | [ 34 ] |
| Lisa Hörnblad       | zjazd (k)         | N/A        | N/A        | N/A        | N/A        | 1:41,63 | 17.     | [ 35 ] |
| Lisa Hörnblad       | supergigant (k)   | N/A        | N/A        | N/A        | N/A        | 1:22,79 | 24.     | [ 36 ] |
| Frida Hansdotter    | slalom gigant (k) | 1:11,32    | 7.         | 1:09,73    | 11.        | 2:21,05 | 6.      | [ 37 ] |
| Sara Hector         | slalom gigant (k) | 1:11,22    | 6.         | 1:10,31    | 19.        | 2:21,53 | 10.     | [ 37 ] |
| Estelle Alphand     | slalom gigant (k) | 1:14,23    | 26.        | 1:08,99    | 1.         | 2:23,22 | 16.     | [ 37 ] |
| Frida Hansdotter    | slalom (k)        | 49,09      | 2.         | 49,54      | 2.         | 1:38,63 | złoto   | [ 38 ] |
| Anna Swenn-Larsson  | slalom (k)        | 49,29      | 3.         | 50,32      | 10.        | 1:39,61 | 5.      | [ 38 ] |
| Emelie Wikström     | slalom (k)        | 49,76      | 6.         | 51,81      | 28.        | 1:41,57 | 12.     | [ 38 ] |
| Estelle Alphand     | slalom (k)        | 51,34      | 16.        | DNF        | DNF        | DNF     | DNF     | [ 38 ] |

| Zawodnik                                                                                            | Konkurencja | 1/8 finału         | Ćwierćfinał       | Półfinał         | Finał            | Źródło |
| Zawodnik                                                                                            | Konkurencja | Przeciwnik Wynik   | Przeciwnik Wynik  | Przeciwnik Wynik | Przeciwnik Wynik | Źródło |
| --------------------------------------------------------------------------------------------------- | ----------- | ------------------ | ----------------- | ---------------- | ---------------- | ------ |
| Frida Hansdotter Anna Swenn-Larsson Emelie Wikström Mattias Hargin Kristoffer Jakobsen André Myhrer | drużynowo   | Słowenia · W (4:0) | Austria · p (0:4) | NQ               | NQ               | [ 39 ] |

### Narciarstwo dowolne
Jazda po muldach
| Zawodnicy         | Konkurencja               | Kwalifikacje | Kwalifikacje | Kwalifikacje | Kwalifikacje | Kwalifikacje | Kwalifikacje | Finał      | Finał      | Finał      | Finał      | Finał      | Finał      | Finał      | Finał      | Finał      | Źródło               |
| Zawodnicy         | Konkurencja               | Przejazd 1   | Przejazd 1   | Przejazd 1   | Przejazd 2   | Przejazd 2   | Przejazd 2   | Przejazd 1 | Przejazd 1 | Przejazd 1 | Przejazd 2 | Przejazd 2 | Przejazd 2 | Przejazd 3 | Przejazd 3 | Przejazd 3 | Źródło               |
| Zawodnicy         | Konkurencja               | Czas         | Punkty       | Miejsce      | Czas         | Punkty       | Miejsce      | Czas       | Punkty     | Miejsce    | Czas       | Punkty     | Miejsce    | Czas       | Punkty     | Miejsce    | Źródło               |
| ----------------- | ------------------------- | ------------ | ------------ | ------------ | ------------ | ------------ | ------------ | ---------- | ---------- | ---------- | ---------- | ---------- | ---------- | ---------- | ---------- | ---------- | -------------------- |
| Felix Elofsson    | jazda po muldach mężczyzn | 24,65        | 73,85        | 18.          | 25,14        | 73,28        | 14.          | NQ         | NQ         | NQ         | NQ         | NQ         | NQ         | NQ         | NQ         | NQ         | [ 40 ] [ 41 ] [ 42 ] |
| Walter Wallberg   | jazda po muldach mężczyzn | 25,67        | 73,61        | 19.          | 25,05        | 74,47        | 11.          | NQ         | NQ         | NQ         | NQ         | NQ         | NQ         | NQ         | NQ         | NQ         | [ 40 ] [ 41 ] [ 42 ] |
| Ludvig Fjällström | jazda po muldach mężczyzn | 25,07        | 68,57        | 25.          | 26,51        | 70,36        | 16.          | NQ         | NQ         | NQ         | NQ         | NQ         | NQ         | NQ         | NQ         | NQ         | [ 40 ] [ 41 ] [ 42 ] |

Slopestyle
| Zawodnicy             | Konkurencja         | Kwalifikacje | Kwalifikacje | Kwalifikacje | Kwalifikacje | Finał   | Finał   | Finał   | Finał     | Finał   | Źródło        |
| Zawodnicy             | Konkurencja         | Ślizg 1      | Ślizg 2      | Najlepszy    | Miejsce      | Ślizg 1 | Ślizg 2 | Ślizg 3 | Najlepszy | Miejsce | Źródło        |
| --------------------- | ------------------- | ------------ | ------------ | ------------ | ------------ | ------- | ------- | ------- | --------- | ------- | ------------- |
| Oscar Wester          | slopestyle mężczyzn | 40,60        | 95,40        | 95,40        | 1.           | 7,60    | 62,00   | 12,60   | 62,00     | 11.     | [ 43 ] [ 44 ] |
| Henrik Harlaut        | slopestyle mężczyzn | 18,00        | 75,80        | 75,80        | 17.          | NQ      | NQ      | NQ      | NQ        | NQ      | [ 43 ] [ 44 ] |
| Oliwer Magnusson      | slopestyle mężczyzn | 73,20        | 69,20        | 73,20        | 18.          | NQ      | NQ      | NQ      | NQ        | NQ      | [ 43 ] [ 44 ] |
| Jesper Tjäder         | slopestyle mężczyzn | 60,60        | 56,00        | 60,60        | 23.          | NQ      | NQ      | NQ      | NQ        | NQ      | [ 43 ] [ 44 ] |
| Emma Dahlström        | slopestyle kobiet   | 91,40        | 57,60        | 91,40        | 1.           | 16,60   | 52,40   | 15,40   | 52,40     | 11.     | [ 45 ] [ 46 ] |
| Jennie-Lee Burmansson | slopestyle kobiet   | 17,40        | 77,00        | 77,00        | 11.          | 42,00   | 65,00   | 24,40   | 65,00     | 8.      | [ 45 ] [ 46 ] |

Skicross
| Zawodnicy             | Konkurencja       | Rozstawienie | Rozstawienie | 1/8 finału | Ćwierćfinał | Półfinał | Finał   | Finał   | Źródło               |
| Zawodnicy             | Konkurencja       | Czas         | Miejsce      | Pozycja    | Pozycja     | Pozycja  | Pozycja | Miejsce | Źródło               |
| --------------------- | ----------------- | ------------ | ------------ | ---------- | ----------- | -------- | ------- | ------- | -------------------- |
| Victor Öhling Norberg | skicross mężczyzn | 1:10,26      | 19.          | 3.         | NQ          | NQ       | NQ      | NQ      | [ 47 ] [ 48 ] [ 49 ] |
| Erik Mobärg           | skicross mężczyzn | 1:10,36      | 22.          | DNF        | NQ          | NQ       | NQ      | NQ      | [ 47 ] [ 48 ] [ 49 ] |
| Viktor Andersson      | skicross mężczyzn | 1:11,20      | 29.          | 4.         | NQ          | NQ       | NQ      | NQ      | [ 47 ] [ 48 ] [ 49 ] |
| Sandra Näslund        | skicross kobiet   | 1:13,58      | 4.           | 1.         | 2.          | 1.       | 4.      | 4.      | [ 50 ] [ 51 ] [ 52 ] |
| Lisa Andersson        | skicross kobiet   | 1:16,15      | 17.          | 1.         | 2.          | 4.       | 2.      | 6.      | [ 50 ] [ 51 ] [ 52 ] |

### Snowboarding
Big Air
| Zawodnik        | Konkurencja | Kwalifikacje | Kwalifikacje | Kwalifikacje | Kwalifikacje | Finał      | Finał      | Finał      | Finał | Finał   | Źródło        |
| Zawodnik        | Konkurencja | Przejazd 1   | Przejazd 2   | wynik        | Miejsce      | Przejazd 1 | Przejazd 2 | Przejazd 3 | wynik | Pozycja | Źródło        |
| --------------- | ----------- | ------------ | ------------ | ------------ | ------------ | ---------- | ---------- | ---------- | ----- | ------- | ------------- |
| Niklas Mattsson | mężczyźni   | 53,75        | 90,00        | 90,00        | 2.           | 36,00      | DNS        | DNS        | 36,00 | 12.     | [ 53 ] [ 54 ] |

Slopestyle
| Zawodnik        | Konkurencja         | Kwalifikacje | Kwalifikacje | Kwalifikacje | Kwalifikacje | Finał   | Finał   | Finał   | Finał | Finał   | Źródło        |
| Zawodnik        | Konkurencja         | Zjazd 1      | Zjazd 2      | Wynik        | Miejsce      | Zjazd 1 | Zjazd 2 | Zjazd 3 | wynik | Pozycja | Źródło        |
| --------------- | ------------------- | ------------ | ------------ | ------------ | ------------ | ------- | ------- | ------- | ----- | ------- | ------------- |
| Niklas Mattsson | slopestyle mężczyzn | 50,81        | 73,53        | 73,53        | 6.           | 38,43   | 74,71   | 42,48   | 74,71 | 9.      | [ 55 ] [ 56 ] |
| Måns Hedberg    | slopestyle mężczyzn | 46,25        | DNS          | 46,25        | 13.          | NQ      | NQ      | NQ      | NQ    | NQ      | [ 55 ] [ 56 ] |